# Schizothyrium acerinum
Schizothyrium acerinum är en svampart som beskrevs av Desm. 1849. Schizothyrium acerinum ingår i släktet Schizothyrium och familjen Schizothyriaceae.   Inga underarter finns listade i Catalogue of Life.